# مبارزه کارگران
مبارزهٔ کارگران (یا مبارزهٔ کارگری) (به فرانسوی: Lutte Ouvrière) یا اتحادیهٔ کمونیست (تروتسکیست) حزبی تروتسکیست در کشور فرانسه ‌است. نام این حزب در واقع اتحادیهٔ کمونیست (تروتسکیست) است و مبارزهٔ کارگران تنها نام ارگان هفتگی آن است اما معمولاً این حزب را با همین نام می‌شناسند. آرلت لاگیلر (به فرانسوی: Arlette Laguiller) از سال ۱۹۷۳ تا کنون سخنگوی این حزب است.

## تاریخچه
پایه‌های این حزب به گروه بسیار کوچکی به نام «گروه تروتسکیست» در که در ۱۹۳۹ توسط دیوید کورنر (بارتا) بنیان گذاشته شد بر می‌گردد. این گروه علی‌رغم کوچک بودن در دوران جنگ جهانی دوم در کارخانه‌ها فعالیت می‌کرد و در اعتصاب کارگران رنو در ۱۹۴۷ نقش بازی کرد. این گروه نهایتاً در ۱۹۵۲ از هم فرو پاشید.
بعد از تلاش‌های بسیاری برای راه اندازی دوبارهٔ «گروه تروتسکیست»، حزب «صدای کارگران» در ۱۹۵۶ توسط روبرت بارسیا و پیر بویس تأسیس شد. به نظر می‌آمد که تلاش‌هایی برای جذب دیوید کورنر به این گروه انجام شد اما اختلاف نظر او با بارسیا و بویس نهایتاً مانع این قضیه شد.
«صدای کارگران» در دههٔ ۱۹۶۰ به خوبی فعال بود و تقریباً هر هفته بولتن‌هایی را در سطح توده‌ای پخش می‌کرد. این فعالیت در دوره‌ای بود که حزب کمونیست فرانسه قصد تأمین هژمونی کامل خود بر جنبش کارگری فرانسه را داشت و از انواع روش‌ها برای جلوگیری از انتشار نشریات صدای کارگران استفاده می‌کرد و از همین رو «صدای کارگران» نشریات خود را تا حدودی مخفی پخش می‌کرد و بعضی معتقدند جو نیمه مخفی که حتی همین امروز بر کار «مبارزهٔ کارگران» وجود دارد یادگار همان دوره‌است.
«صدای کارگران» پس از حمایت از ناآرامی‌های مه ۱۹۶۸ فرانسه این حزب ممنوع شد و گروه «مبارزهٔ کارگران» به عنوان ادامه‌دهندهٔ آن تأسیس شد.

## نظرات
این گروه با رژیم‌های کمونیستی بلوک شرق سابق مخالف بود و طرفدار تعویض رژیم اقتصادی و سیاسی فرانسه و جهان از طریق انقلابی کمونیستی بود و هست. با این‌حال این حزب در مبارزات انتخاباتی شرکت می‌کرد و هنوز می‌کند. هدف اصلی این حزب مالکیت جمعی بر وسایل تولید از طریق سلب مالکیت از شرکت‌های سرمایه‌داری است.
برای مدت زیادی روابط داخلی حزب بر بیرون آن پوشیده بود و تنها کسی که از طرف این حزب عموم ظاهر می‌شد آرلت لاگیلر سخنگو و نامزد معمولی ریاست ‌جمهوری از طرف این حزب بود. بعضی از رهبران این حزب حتی توسط اعضای آن با کد و اسم رمز شناخته می‌شدند. توجیه چنین مخفی‌کاری‌هایی معمولاً این بود که اگر امکان انقلابی کمونیستی پیش آید حزب باید به فعالیت مخفی روی آورد. به همین خاطر ازدواج و بچه‌دار شدن در این حزب تشویق نمی‌شود. «مبارزهٔ کارگران» به این دلایل معمولاً به عنوان سکتاریست و «فرقه‌ای» بودن محکوم می‌شود.
یکی از مسائل قدیمی که همچنان در این حزب مطرح است ادغام با «اتحادیه کمونیست انقلابی» (نمایندهٔ فرانسه در دبیرخانهٔ متحد بین‌الملل چهارم) است. در دههٔ ۷۰ این دو سازمان مذاکراتی با هم داشتند و بسیار نزدیک به هم بودند.
«مبارزهٔ کارگران» به صورت مستقل یا با اتحاد با «اتحادیه کمونیست انقلابی» تلاش بسیاری برای شرکت در انتخابات‌ها کرده‌اند و از همین رو آرلت لاگیلر به عنوان نامزد همیشگی انتخابات در این حزب شمرده می‌شود.